# 매기 맥오미
매기 맥오미(Maggie McOmie, 2000년 1월 1일 ~ )는 미국의 배우, 연극 배우, 영화배우이다. 조지 루카스의 1971년 영화 THX 1138에 로버트 듀발과 함께 공동 주연으로 출연했다. 이 영화는 당시 엇갈린 평가를 받았지만 이후 컬트 추종자로 발전했다.

## 영화
- THX-1138 (1971년)
- 그랜드 정션(Grand Junction) (2006년) - 캐롤 역